# Trochalus bailundensis
Trochalus bailundensis är en skalbaggsart som beskrevs av Moser 1920. Trochalus bailundensis ingår i släktet Trochalus och familjen Melolonthidae. Inga underarter finns listade i Catalogue of Life.